# Eirik Hallert
Eirik Hallert, född 1992,  är en norsk skådespelare.
Hallert har bland annat medverkat i TV-serierna Pappas pojkar och Midsommarnatt.

## Filmografi (urval)
- 2018–2022 – Pappas pojkar (TV-serie)
- 2024 – Midsommarnatt (TV-serie)